# Jade MacRae
Jade Aurora MacRae, nota anche come Dune (Sydney, 4 giugno 1979), è una cantante australiana.

## Biografia
Jade MacRae è salita alla ribalta nel 2004, anno di pubblicazione del suo singolo di debutto You Make Me Weak, che ha raggiunto la 46ª posizione della ARIA Singles Chart. È stato seguito dai brani So Hot Right Now e Superstar, arrivati 18º e 32º nella medesima classifica, che hanno promosso il suo primo album in studio. Il disco eponimo è uscito a settembre 2005 ed ha esordito in 61ª posizione nella ARIA Albums Chart. Il secondo singolo e l'album hanno ricevuto candidature nelle edizioni del 2005 e del 2006 degli ARIA Music Awards, insieme ad una per la cantante stessa nella categoria Miglior artista femminile. Nel 2007 è stato pubblicato In the Basement come primo singolo estratto dal secondo album ed ha raggiunto la 60ª  posizione in madrepatria, vincendo un APRA Music Award. Il disco Get Me Home è uscito nell'ottobre 2008, dopo numerosi posticipi.

## Discografia

### Album
- 2005 – Jade MacRae
- 2008 – Get Me Home
- 2020 – Handle Me with Care

### EP
- 2013 – Oh Innocence

### Singoli

#### Come artista principle
- 2004 – You Make Me Weak
- 2005 – So Hot Right Now
- 2005 – Superstar
- 2007 – In the Basement
- 2008 – I Wanna Be in Love
- 2012 – Shoestring
- 2013 – Oh Innocence
- 2019 – Up Above Your Head
- 2019 – My Father's House
- 2020 – I Choose Love
- 2020 – Midnight Love

#### Come artista ospite
- 2004 – Heaven (Ian Pooley feat. Jade e Danielle)
- 2009 – Life (Space Invadas feat. Jade MacRae)